# Dmitrij Japarov
Dmitrij Semënovič Japarov (in russo Дмитрий Семёнович Япаров?; 1º gennaio 1986) è un fondista russo.

## Biografia
In Coppa del Mondo ha esordito il 31 dicembre 2010 a Oberhof (21°), ha ottenuto il primo podio il 12 febbraio 2012 a Nové Město na Moravě (2°) e la prima vittoria il 3 febbraio 2013 a Soči Krasnaja Poljana.
In carriera ha preso parte a un'edizione dei Giochi olimpici invernali, Soči 2014 (16° nella 15 km, 2° nella staffetta), e a una dei Campionati mondiali, Val di Fiemme 2013 (11° nella 50 km il miglior risultato).
Nel novembre 2017 il Comitato Olimpico Internazionale ha accertato una violazione delle normative antidoping da parte di Aleksandr Legkov e Maksim Vylegžanin in occasione delle Olimpiadi di Soči, annullando i risultati ottenuti dagli sciatori e conseguentemente revocando anche la medaglia vinta nella staffetta dalla squadra russa. Il 1º febbraio 2018 il Tribunale Arbitrale dello Sport ha però accolto il ricorso presentato da Legkov e Vylegžanin contro tale decisione.

## Palmarès

### Olimpiadi
- 1 medaglia:
  - 1 argento (staffetta a Soči 2014)

### Coppa del Mondo
- Miglior piazzamento in classifica generale: 19º nel 2013
- 3 podi (tutti a squadre):
  - 2 vittorie
  - 1 secondo posto

#### Coppa del Mondo - vittorie
| Data            | Località    | Nazione  | Spec.                                                                       |
| --------------- | ----------- | -------- | --------------------------------------------------------------------------- |
| 3 febbraio 2013 | Soči        | Russia   | TS TC (con Maksim Vylegžanin)                                               |
| 8 dicembre 2013 | Lillehammer | Norvegia | 4x7,5 km (con Aleksandr Bessmertnych, Aleksandr Legkov e Maksim Vylegžanin) |

Legenda:

TC = tecnica classica

TS = sprint a squadre

#### Coppa del Mondo - competizioni intermedie
- 1 podio di tappa:
  - 1 terzo posto